# Бендерський Владислав Михайлович
Владисла́в Миха́йлович Бенде́рський (рос. Владислав Михайлович Бендерский; 27 серпня 1957, Ленінград, нині Санкт-Петербург — 31 липня 2010, Санкт-Петербург) — російський актор і продюсер.

## Біографія
1976 року закінчив Ленінградський монтажний технікум, 1984 року — Ленінградський інженерно-будівельний інститут (нині Санкт-Петербурзький державний архітектурно-будівельний університет).
2005 року закінчив Школу акторської майстерності (майстерня Кирила Датешидзе), 2007 року — продюсерські курси при Першій школі телебачення та реклами.
Очолював продюсерський центр «Буффон».
Помер від серцевого нападу.